# Canoa/kayak ai Giochi della XVII Olimpiade - K2 500 metri femminile
La competizione del K2 500 metri femminile di Canoa/kayak ai Giochi della XVII Olimpiade si è disputata nei giorni dal 26 al 29 agosto 1960 nel bacino del Lago Albano a Castel Gandolfo.

## Programma
| Data           | Round      | Nota                                          |
| -------------- | ---------- | --------------------------------------------- |
| 26 agosto 1960 | 2 Batterie | Le prime 3 in finale. Le restanti ai recuperi |
| 27 agosto 1960 | 1 Recupero | Le prime 3 in finale                          |
| 29 agosto 1960 | Finale     |                                               |

## Risultati

### Batterie
| Pos. | Nazione          | Atleti                                    | Tempo   |
| ---- | ---------------- | ----------------------------------------- | ------- |
| 1    | Unione Sovietica | Marija Šubina Antonina Seredina           | 1'55"93 |
| 2    | Germania         | Therese Zenz Ingrid Hartmann              | 1'59"01 |
| 3    | Ungheria         | Klára Bánfalvi Vilma Egresi               | 2'01"86 |
| 4    | Italia           | Gabriella Cotta Ramusino Luciana Guindani | 2'05"40 |
| 5    | Austria          | Helga Hellebrand Lisa Schindler           | 2'06"30 |
| 6    | Australia        | Heidi Sager Cynthia Nicholas              | 2'12"20 |

| Pos. | Nazione        | Atleti                             | Tempo   |
| ---- | -------------- | ---------------------------------- | ------- |
| 1    | Polonia        | Daniela Walkowiak Janina Mendalska | 2'01"03 |
| 2    | Danimarca      | Anni Werner Birgit Jensen          | 2'03"98 |
| 3    | Cecoslovacchia | Eva Kutová Eva Kolínská            | 2'04"22 |
| 4    | Romania        | Maria Szekeli Elena Lipalit        | 2'04"32 |
| 5    | Stati Uniti    | Mary Ann DuChai Diane Jerome       | 2'15"51 |

### Recupero
| Pos. | Nazione     | Atleti                                    | Tempo   |
| ---- | ----------- | ----------------------------------------- | ------- |
| 1    | Italia      | Gabriella Cotta Ramusino Luciana Guindani | 2'08"85 |
| 2    | Austria     | Helga Hellebrand Lisa Schindler           | 2'10"00 |
| 3    | Romania     | Maria Szekeli Elena Lipalit               | 2'10"17 |
| 4    | Australia   | Heidi Sager Cynthia Nicholas              | 2'14"11 |
| 5    | Stati Uniti | Mary Ann DuChai Diane Jerome              | 2'21"13 |

### Finale
| Pos.    | Nazione          | Atleti                                    | Tempo   |
| ------- | ---------------- | ----------------------------------------- | ------- |
| Oro     | Unione Sovietica | Marija Šubina Antonina Seredina           | 1'54"76 |
| Argento | Germania         | Therese Zenz Ingrid Hartmann              | 1'56"66 |
| Bronzo  | Ungheria         | Klára Bánfalvi Vilma Egresi               | 1'58"22 |
| 4       | Polonia          | Daniela Walkowiak Janina Mendalska        | 1'59"03 |
| 5       | Danimarca        | Anni Werner Birgit Jensen                 | 2'01"36 |
| 6       | Romania          | Maria Szekeli Elena Lipalit               | 2'01"68 |
| 7       | Italia           | Gabriella Cotta Ramusino Luciana Guindani | 2'02"47 |
| 8       | Cecoslovacchia   | Eva Kutová Eva Kolínská                   | 2'02"76 |
| 9       | Austria          | Helga Hellebrand Lisa Schindler           | 2'02"85 |